# Navadna marjetica
Navadna marjetica (znanstveno ime Bellis perennis) je trajnica s plazečim koreninskim rizomom, ki je samonikla v Evropi, vendar je danes razširjena že po vsem zmernem pasu. 

## Opis
Navadna marjetica ima nazobčane lopatičaste do narobe jajčaste pritlične liste, dolge med 30 in 50 mm ter široke do 15 mm. Ti oblikujejo zimzeleno listno rozeto, iz katere izrašča pokončno, odlakano in neolistano steblo, na vrhu katerega je en sam cvetni košek, ki ima običajno premer od 10 do 30 mm . V košku so rumeni cevasti cvetovi, obkroženi z belimi jezičastimi venčnimi listi. Na spodnji strani koška se nahaja še ena vrsta, okoli 5 mm dolgih, topih zelenih ovojkovih listov. Razmnožuje se z živicami in dlakavimi semeni, ki merijo med 1 in 2 mm. Navadna marjetica cveti med februarjem in decembrom in spada v družino nebinovk

## Razširjenost in uporabnost
Navadna marjetica je v Sloveniji splošno razširjena in pogosta vrsta. Najbolje uspeva na zmerno bogatih, zmerno kislih, svežih tleh s srednjo količino humusa. Običajno se močno razmnoži na prisojnih, zmerno toplih legah.
Navadna marjetica je užitna in se lahko uživa presna ali kuhana. Poleg tega ima tudi zdravilne lastnosti in se v ljudskem zdravilstvu uporablja za blaženje bolečin in krčev ter za lajšanje težav z neredno in bolečo menstruacijo. Poleg tega se čaj iz navadne marjetice uporablja tudi pri težavah s pljuči, ledvicami, jetri in prebavili. Sok zdrobljene rastline so v antiki uporabljali za zdravljenje ran, dobljenih v boju, od koder izvira rodovno ime bellis (vojna).